# Розенбаум, Эдуард
Эдуард Розенбаум (нем. Eduard Rosenbaum; 26 июля 1887, Гамбург, Германия, — 22 мая 1979, Лондон, Великобритания) — немецкий экономист, директор гамбургской Коммерческой библиотеки в 1919—1933 годах.

## Биография
Вырос в Гамбурге, где окончил среднюю школу. С 1906 года изучал экономику и юриспруденцию в университетах Мюнхена, Берлина, Страсбурга и Киля. В 1910 году в Кильском университете получил степень доктора философии за диссертацию о Фердинанде Лассале, выбрав эту тему под влиянием профессора Бернгарда Хармса (в следующем году она была напечатана в издательстве S. Fischer Verlag). После этого Розенбаум работал в гамбургской компании по импорту и экспорту, а с 1913 года ассистентом в кильском Институте мировой экономики. В ноябре следующего года перешел на работу в гамбургскую торговую палату.
В 1919 году стал юрисконсультом, а затем директором Коммерческой библиотеки. В том же году участвовал в качестве эксперта в составе немецкой делегации на Парижской мирной конференции. Вскоре он написал книгу Der Vertrag von Versailles. Inhalt und Wirkung, gemeinverständlich dargestellt («Версальский договор. Смысл и последствия, изложенные в общедоступном виде»). Работа, в которой Розенбаум подверг критике исход переговоров из-за его экономических последствий, выдержала несколько изданий. С 1921 по 1927 год Розенбаум преподавал в Гамбургском университете, а с 1928 по 1933 год был редактором журнала Wirtschaftsdienst, для которого ранее написал множество статей.
В 1933 году после прихода нацистов к власти ими была сожжена книга Розенбаума Ferdinand Lassalle, а сам Розенбаум согласно своему происхождению попал в категорию «неарийцев», на основании чего в июле того же года был вынужден оставить руководство библиотекой. 1 апреля 1934 года он вышел на пенсию, а год спустя вместе с женой и двумя детьми переехал в Англию, где его особенно поддержал Джон Мейнард Кейнс. В том же году Розенбаум получил в ЛШЭ скромную должность библиотекаря и работал им до своей отставки в 1952 году (позднее значимость Розенбаума для школы была отмечена Ральфом Дарендорфом).
Розенбаум, которого лично знали Альберт Баллин, Макс Варбург, Вальтер Ратенау, Эрнст Роберт Курциус и Мартин Бубер, поддерживал постоянные контакты с гамбургской торговой палатой. После окончания Второй мировой войны он не раз посещал Гамбург, чтобы следить за развитием своего родного города и особенно Коммерческой библиотеки. В 1948 году журнал Merian выпустил номер, посвященный Гамбургу. Его открывала статья Розенбаума, написанная им в 1925 году и опубликованная в журнале под заголовком «Лицо города».
Всю свою жизнь Розенбаум был приверженцем взаимопонимания между немцами и англичанами, что не было чем-то самим собой разумеющимся, учитывая тот факт, что двое из его пяти братьев и сестер погибли в концлагерях. В некрологе, опубликованном в газете Die Zeit, он был отмечен как «тонкий ученый».